# José Tábata
José Nicolas Tábata (né le 12 août 1988 dans l'État d'Anzoátegui au Venezuela) est un joueur de champ extérieur des Dodgers de Los Angeles de la Ligue majeure de baseball.

## Carrière

### Pirates de Pittsburgh
José Tábata signe son premier contrat professionnel avec les Yankees de New York en 2004. Le 26 juillet 2008, les Yankees échangent Tabata et trois lanceurs (Jeff Karstens, Daniel McCutchen et Ross Ohlendorf) aux Pirates de Pittsburgh en retour du voltigeur Xavier Nady et du releveur Damaso Marte.

#### Saison 2010

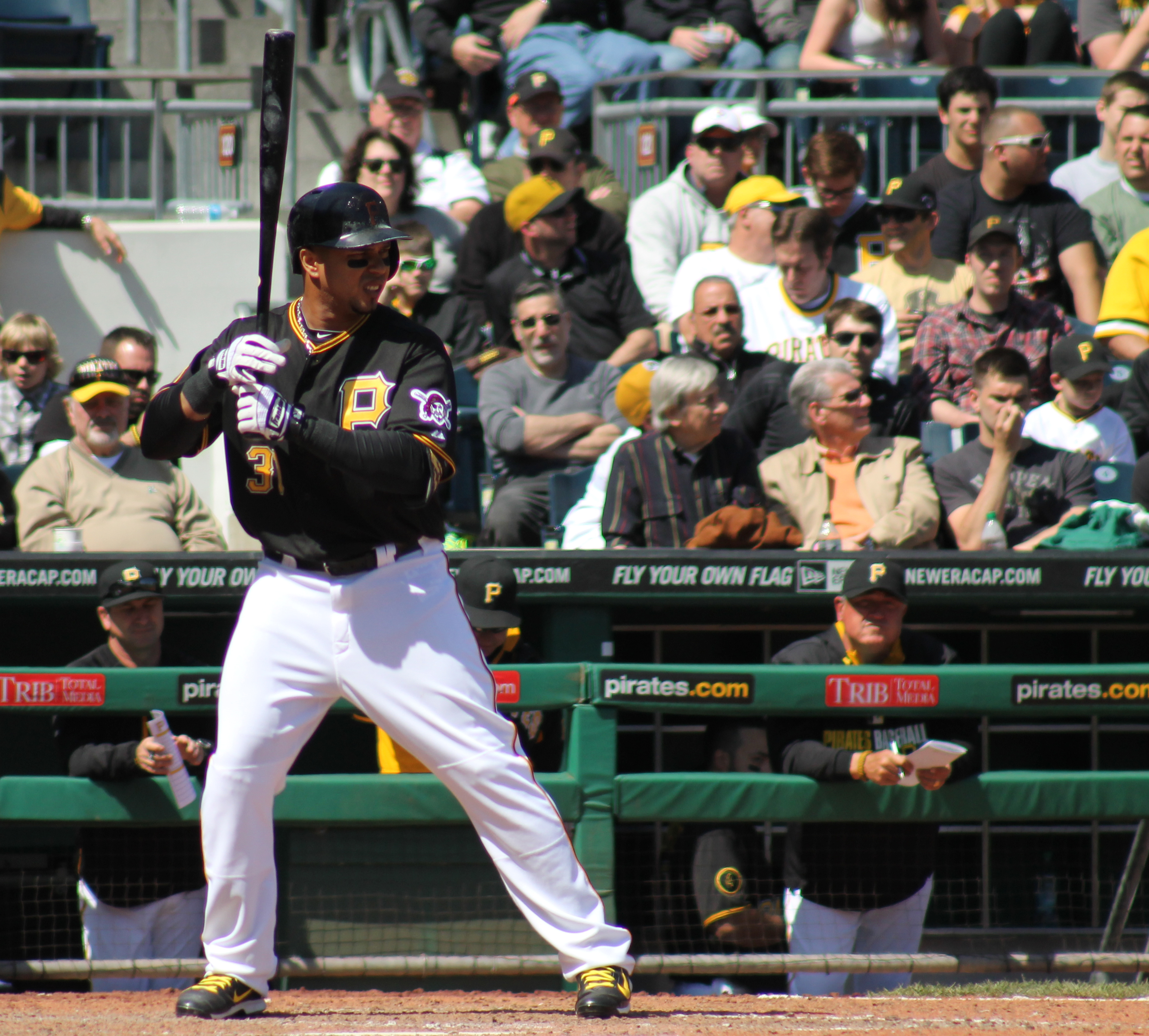
José Tábata en 2014.

Tábata amorce sa carrière dans les majeures le 9 juin 2010 après avoir été rappelé par les Pirates du club-école AAA de l'équipe à Indianapolis. À son premier match pour Pittsburgh, au Nationals Park de Washington, il patrouille le champ gauche et est inséré au premier rang du rôle offensif. Il obtient son premier coup sûr aux dépens de John Lannan des Nationals et termine la soirée avec deux simples en quatre présences au bâton et un point marqué. Il claque son premier coup de circuit au plus haut niveau le 16 juin face à John Danks des White Sox de Chicago.
Tábata termine sa saison recrue avec une moyenne au bâton de ,299, avec 121 coups sûrs en 101 parties. Il frappe quatre circuits, 41 points produits, 61 points marqués et 19 buts volés en 26 tentatives. Il affiche la moyenne défensive la plus élevée parmi les voltigeurs de gauche de la Ligue nationale avec une moyenne de ,995. Seul Juan Pierre des White Sox de Chicago le devance dans cette catégorie à cette position sur le terrain. Le jeune Tábata reçoit quelques votes pour le titre de recrue de l'année dans la Nationale, terminant huitième au scrutin.

#### Saison 2011
Tábata est absent du jeu pendant un mois et demi durant la saison 2011 en raison d'une blessure au quadriceps. Il dispute au total 91 parties et frappe pour une moyenne au bâton de ,266 avec quatre circuits et 21 points produits.
En août, les Pirates accordent à Tábata une prolongation de contrat qui le lie à l'équipe de six saisons, auxquelles s'ajoutent 3 années d'option qui pourraient lui assurer de demeurer avec le club jusqu'en 2019.

#### Saison 2014
En juin 2014, Tabata est rétrogradé aux ligues mineures après de décevantes performances et remplacé au sein du trio de voltigeurs par la recrue Gregory Polanco. Il revient chez les Pirates à la fin août après 39 matchs joués pour le club-école d'Indianapolis.

#### Saison 2015
Le 20 juin 2015 à Washington, Tábata brise la tentative de match parfait de Max Scherzer des Nationals de Washington. Utilisé comme frappeur suppléant après deux retraits en neuvième manche, Tábata a deux prises contre lui lorsqu'il est atteint par un lancer de Scherzer. Ce dernier avait retiré consécutivement les 26 premiers joueurs des Pirates et rate ainsi le match parfait, mais complète quand même le match sans point ni coup sûr, gagné 6-0 par les Nationals[réf. souhaitée]. Après la partie, une certaine controverse est soulevée, à l'effet que Tábata se serait délibérément placé dans la trajectoire de la balle, ce qui est interdit, afin de ruiner les chances de Scherzer,.

### Dodgers de Los Angeles
Le 31 juillet 2015, les Pirates échangent José Tábata aux Dodgers de Los Angeles contre le joueur de premier but Michael Morse.

## Vie personnelle
José Tábata a épousé en janvier 2008 Amalia Pereira, une femme de 23 ans son aînée. Le 23 mars 2009, cette dernière est arrêtée pour avoir enlevé une fillette âgée de 2 mois dans une clinique médicale de Plant City, en Floride. L'enfant est retrouvé 24 heures plus tard. En juillet 2009, Pereira plaide coupable à une accusation d'enlèvement, et s'avoue également coupable d'avoir résisté à son arrestation et de s'être fait passer pour une agente de l'immigration. La femme de 43 ans avait subtilisé le bébé à un couple mexicain, les menaçant de déportation vers leur pays d'origine. Elle est condamnée le 30 septembre 2010 à 24 années de prison, « une année pour chaque heure où les parents ont été séparés de leur enfant », selon le juge. José Tábata, alors joueur de baseball dans les ligues mineures, indique à la presse que son épouse avait menti en disant qu'elle était enceinte, et avait prétendu qu'il était le père du bébé kidnappé. Avec l'arrestation de Mme Pereira, Tábata apprend du même coup qu'elle lui avait caché avoir passé deux ans et neuf mois en prison après avoir été condamnée en 2000 pour incendie criminel, fraude et vol qualifié. Tábata a par la suite demandé et obtenu le divorce.